# Cheetah Vision
A Cheetah Vision é uma produtora de filmes dos Estados Unidos. Ela foi fundada por 50 Cent e Chris Lighty em 2009. Atualmente, está na produção de dois filmes: The Dance e Gun.

## Filmes lançados
- Before I Self Destruct (2009)

## Filmes a serem lançados
- "The Dance" (em produção)
- "Gun" (em produção)

## Videoclipes
- "Crime Wave"
- "Stretch"